# Michelago
Michelago är en ort i Australien. Den ligger i kommunen Snowy Monaro och delstaten New South Wales, i den sydöstra delen av landet, omkring 280 kilometer sydväst om delstatshuvudstaden Sydney. Antalet invånare är 795.
Runt Michelago är det mycket glesbefolkat, med 2 invånare per kvadratkilometer.. Det finns inga andra samhällen i närheten. 
Trakten runt Michelago består i huvudsak av gräsmarker. Genomsnittlig årsnederbörd är 1 026 millimeter. Den regnigaste månaden är februari, med i genomsnitt 164 mm nederbörd, och den torraste är juli, med 35 mm nederbörd.